# セバスチャン・ボーデ
セバスチャン・オリビエ・ボーデ（Sébastien Olivier Bourdais、1979年2月28日 - ）は、フランス・ル・マン出身のレーシングドライバーである。
チャンプカーで2004年から4年連続してシリーズタイトルを獲得。2008年から2009年途中までF1・スクーデリア・トロ・ロッソのレギュラードライバーを務めた。
眼鏡を着用して運転するレーシングドライバーの1人である。
名字のBourdaisは、彼の母国語であるフランス語ではブルデ、ブールデと読まれる。日本ではボーデのほかにブーデ、ブルデーとするメディアもある（日本のテレビ中継の実況ではブルデーと読まれている）。アメリカではボーダイスとの読み方が一般的であった。
2017年2月24日にGAORAで放送された「インディカー・シリーズ2017 開幕直前SP」においてのインタビューで自らセバスチャン・ブルデイであると答えた。

## 初期のキャリア

### カート
ボーデはレースドライバーの家系に生まれた。父親のパトリスはヒルクライムやツーリングカーレース、スポーツカーレースに出走した経験があった。ボーデも10歳からカートを始め、レースキャリアをスタートさせた。ボーデはカートでレーサーとしての才覚を表し、1993年にはフランス選手権でチャンピオンになった。

### ジュニア・フォーミュラ
1995年にはシングルシーターのレースにクラスアップした。フォーミュラ・ルノーでは2年間を過ごし、1997年には選手権2位になった。1998年にはフランスF3にステップアップし、その年のルーキー・オブ・ザ・イヤーを獲得。翌年にはフランスF3でチャンピオンとなった。

### F3000
2000年からプロストのジュニアチームに加わり、国際F3000に参戦した。F3000でのドライブは2002年まで続けられた。F3000では4勝を挙げ、最後の年の2002年にはチャンピオンを獲得。

## チャンプカー

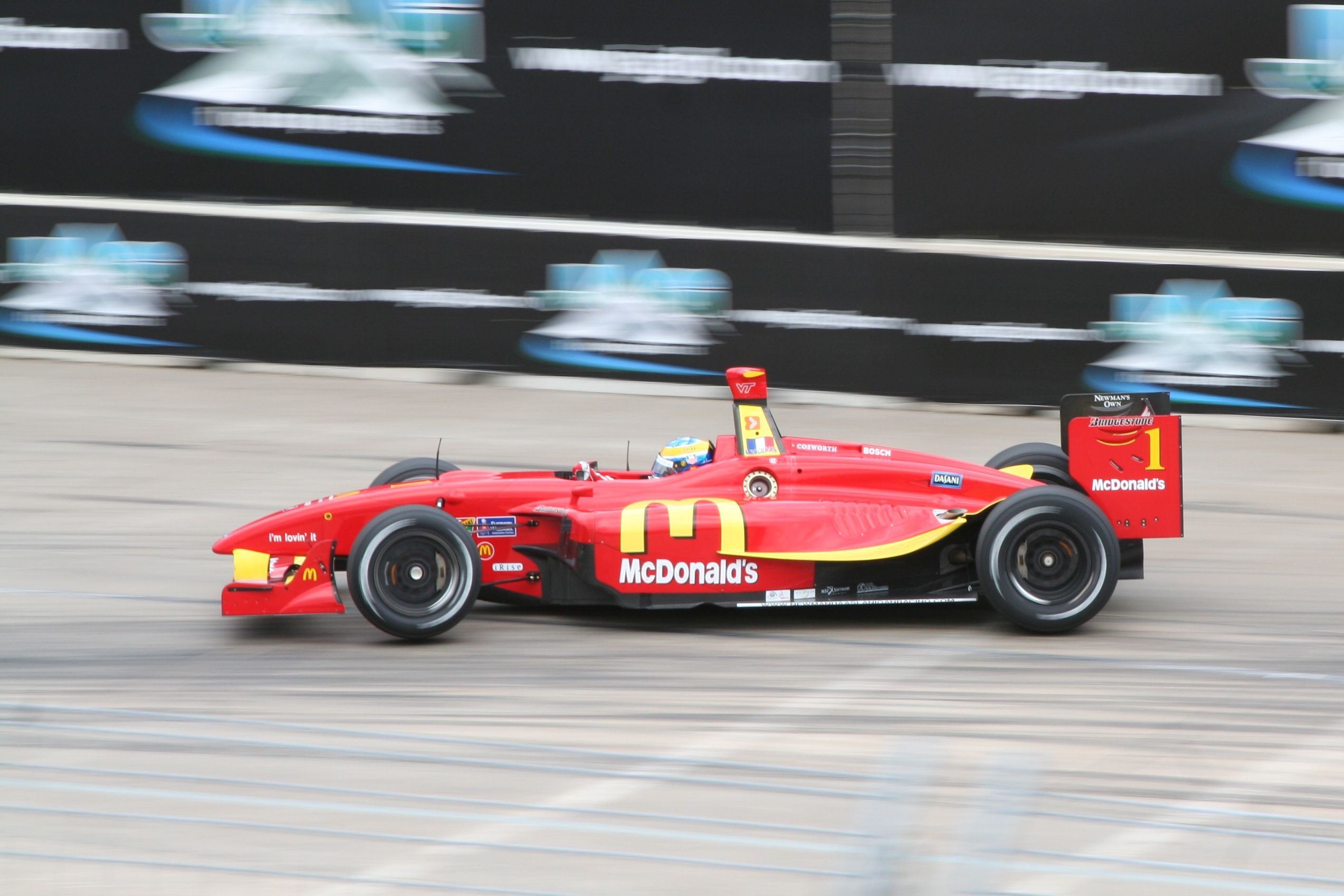
チャンプカー（2007年）

2002年にF3000チャンピオンになったボーデであったが、アロウズ、ルノーなどでテスト走行は経験するものの、フランス国内からの強力なサポートが得られず、F1のレギュラーシートを得ることはできなかった。よって、新しい活躍の場をアメリカに求めることになり、2003年からチャンプカー・ワールドシリーズへの挑戦を始めた。4戦目のブランズハッチでのレースで優勝するなど、幸先の良い滑り出しを見せたボーデは、年間ポール5回、3勝で、2003年シーズンポイント4位に付けルーキー・オブ・ザ・イヤーを獲得。
翌2004年にはシーズン6勝を挙げてチャンピオンに輝き、2003年から2007年までに31勝を挙げ2004年から2007年まで4年連続でチャンピオンを獲得する金字塔を樹立した。ヨーロッパのレースシーンでは未来を見出せなかったボーデであるが、チャンプカーでは最も成功したドライバーとして君臨した。
また、2005年にはインディ500に参戦した。

## スポーツカーレース
ジュニア・フォーミュラー、チャンプカーでドライブを続けながらボーデはスポーツカーレースにも参戦している。これは同じスポーツカーレースであるル・マンで活躍するためにも必要なレース活動である。2002年にはスパ・フランコルシャンでのFIA GT選手権レースで優勝している。またアメリカン・ル・マン・シリーズにも参戦している。

### ル・マン24時間レース
ル・マン出身のボーデにとって地元で開催される24時間耐久レースは特別なものである。彼が初めてル・マンにエントリーしたのは1999年で、ポルシェ・911でGT2クラスにエントリーした。このレースは134周目でエンジントラブルが発生しレースのリタイアを強いられた。2000年にはプジョーA32でLMP900クラスにエントリーして総合4位完走を成し遂げた。長い間この記録がボーデにとってル・マンでのベストリザルトであった。

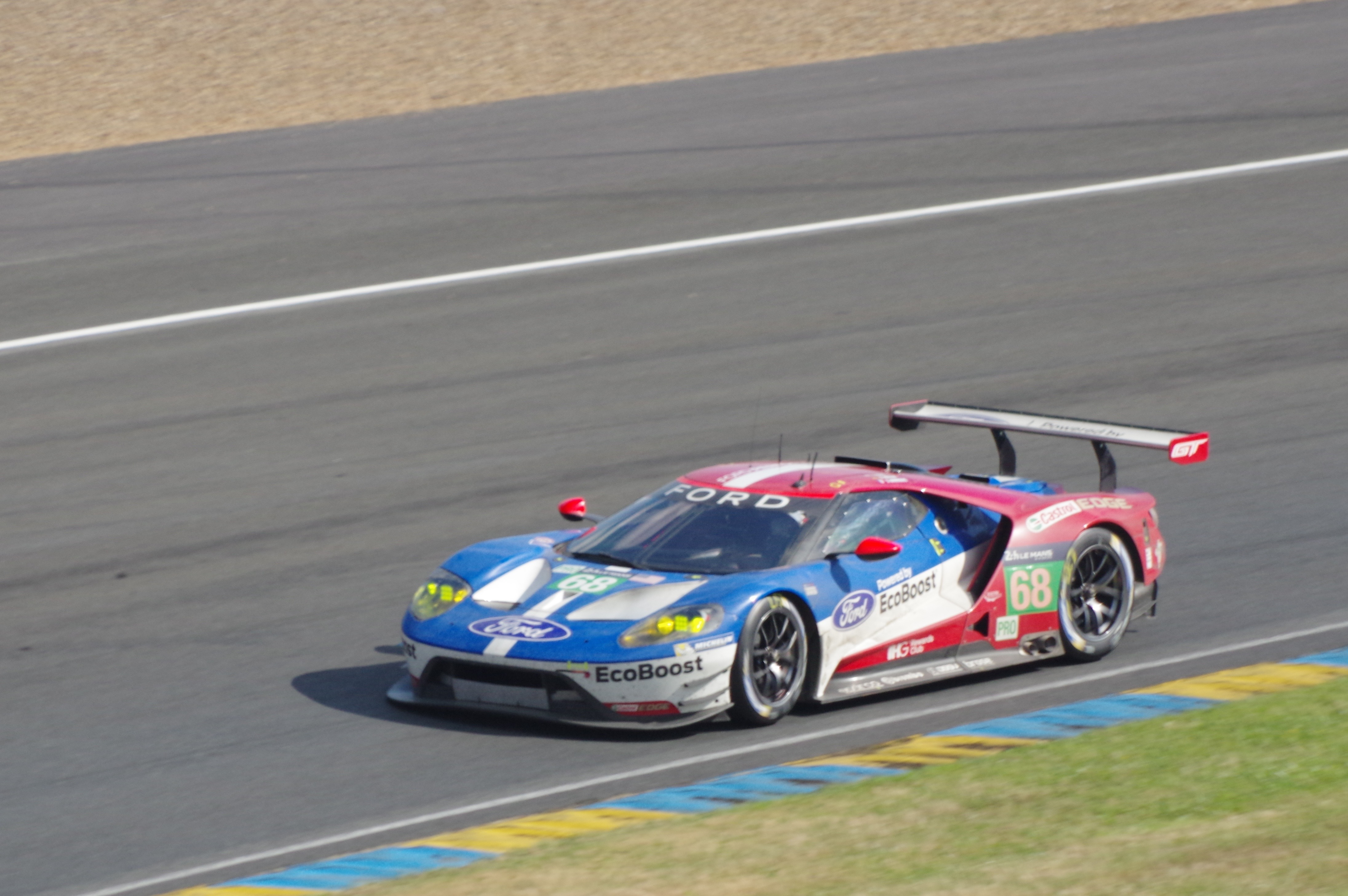
2016年のル・マン24時間レースでクラス優勝を果たしたフォード・GT68号車

以降もル・マンへの参戦は続けられ、2003年にアメリカに渡ってからも彼は地元での一大祭典のために里帰りを繰り返していたが、パッとした成績を残せないでいた。2006年にワークスとしてのプジョーがル・マンに復活することを宣言すると、そのドライバーの1人としてボーデの名前が挙げられ、元F1チャンピオンのジャック・ヴィルヌーヴと共にプジョーワークスの目玉ドライバーになった。
2007年のレースは時折激しい雨が降り、ペースカーでの先導が繰り返される荒れたレースになった。優勝争いは3台のワークスアウディ・R10 TDI、プジョー・908 HDi FAPの2台になると目されていたがアウディ、プジョーが1台ずつを残してリタイアし、残された1台ずつの争いになった。ボーデは残ったプジョーの1台をドライブしていたがアウディに一日の長があり2位でのフィニッシュとなった。
2009年もプジョーワークスの908 HDi FAPで参戦、3台体制の2台目としてフランク・モンタニー、ステファン・サラザンとのフランス人トリオで挑んで2位に入り、908のワン・ツー・フィニッシュに貢献した。
2010年もプジョーワークスの908 HDi FAPで参戦し、予選ではボーデ自身の走りによってポールポジションを獲得したものの、決勝ではボーデが走る前にチームはリタイアしてしまった。
2011年には改良型のプジョー・908でサイモン・パジェノ、ペドロ・ラミーとのトリオで参戦したが、同じ355周を走りながらアウディ・R18 TDIに優勝をさらわれ2位に終わり、念願の地元での24時間レース制覇を果たすことは出来なかった。
2016年はLMGTE Proクラスからジョーイ・ハンド、ディルク・ミューラーとのトリオでフォード・チップ・ガナッシ・チームUSA68号車を走らせた。リシ・コンペティツィオーネ82号車フェラーリ・488 GTEとの争いを制しクラス優勝。LMGTE Proクラスではあるものの、念願だった地元ル・マンで表彰台の頂点に登壇を果たした。その後、フォードのワークス活動が終了する2019年まで68号車のドライバーとして参戦を続けた。（2017年はインディ500でのクラッシュの後遺症のため欠場。トニー・カナーンが代役を務めた。）

### ウェザーテック・スポーツカー選手権
2020年はジョアン・バルボーザと共にJDC・ミラー・モータースポーツからDPiクラスに参戦。2021年は再びインディカーに全戦参戦することとなったため、ロイック・デュバルと交代して長距離戦のみに参戦した。セブリング12時間レースでは最終スティントを担当し、リアウイングのエレメントが脱落するトラブルを抱えながらも後続を抑えきって優勝。自身2度目のセブリング総合優勝を果たした。
2021年10月、DPiクラスに参戦するチップ・ガナッシ・レーシングは、22年シーズンより2台体制に拡大することに伴って新たにボーデを起用することを発表した。ボーデはレンガー・ヴァン・デル・ザンデと共に01号車に乗り込むこととなる。

## F1

### チャンプカー参戦以前
F3000チャンピオンのボーデはトロ・ロッソでのドライブが決まる前から、将来のF1ドライバー候補としてしばしば名前が挙げられていた。ボーデがはじめてF1をドライブしたのは2002年のアロウズが最初であったが、アロウズが破産してしまったのでこの話は自然消滅した。
また、この年の12月にはルノーでテストドライブを行ったが、翌年のルノーのテストドライバーのラインナップはフランク・モンタニーでこのテストもドライバーシートの獲得には繋がらなかった。

### トロ・ロッソ加入

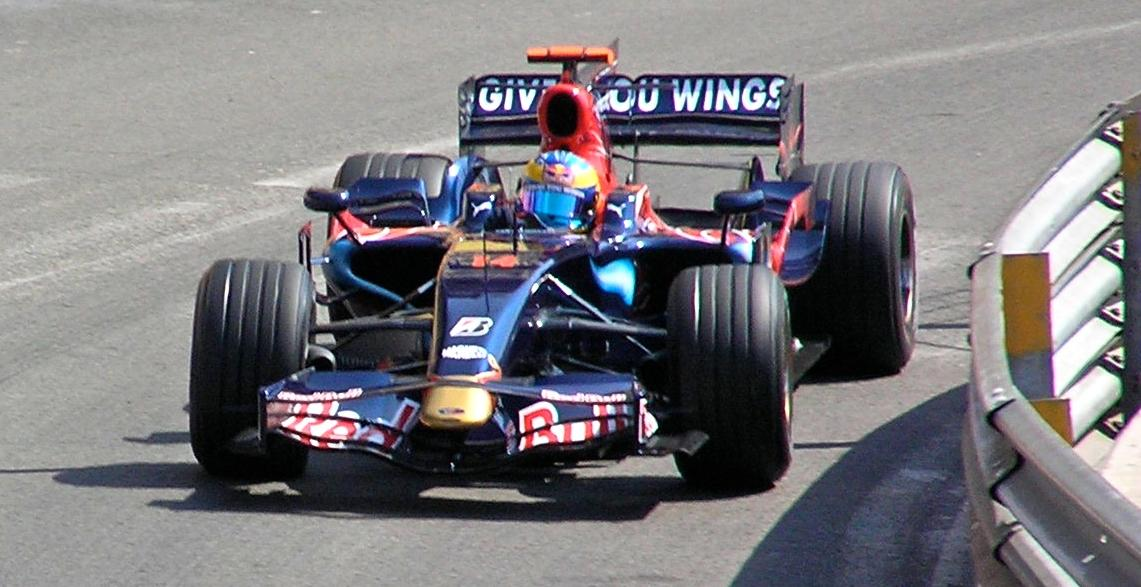
モナコGP（2008年）

2006年の12月にボーテはトロ・ロッソのテストドライブを行った。ボーデはチャンプカーで実績を示したドライバーに成長していたが、一方で年齢の高さが不安材料になっていた。ボーデのテストはこの後2007年に入ってからも断続的に継続された。
翌年8月にトロ・ロッソは来季からのドライバーラインナップを一新することを決定。すでにハンガリーGPから新しいドライバーとして加わっているセバスチャン・ベッテルのチームメイトとして、ボーデを迎えることを正式に発表した。
2008年（デビュー）
F1初戦となったオーストラリアGPでは非力なマシンながら終盤まで4位を力走、チャンプカー4年連続チャンピオンとしての格の違いを見せた。結局は終了間際にメカニカルトラブルでストップしたものの、7位完走扱いとなり見事デビュー戦での入賞を記録した。その後は長く入賞が無く、新車STR3にも順応できずに苦しんだものの、ベルギーGPでは予選で9位を獲得。決勝でも再び力走を見せ終盤まで3位を走行し、雨に翻弄され順位を下げた結果ではあるが、2度目の7位入賞を果たした。
続くイタリアGPでは、予選で4位を獲得し好結果が期待されたものの、スタートでエンジンが始動せず、遅れてレースに復帰し、終盤ファステストラップ2位を記録しながらも無念の18位に終わり、日本GPでは6位でチェッカーを受けたが、レース中のフェリペ・マッサとの接触を巡って25秒加算ペナルティを受けるなど運にも恵まれなかった。
2008年は何度かの不運もあり2度の7位入賞、4ポイントに終わり、1勝・35ポイントをあげたセバスチャン・ベッテルとの成績差が大きく、契約は保留状態となり、佐藤琢磨とのシート争いとなったが、最終的に残留を勝ち取り、2年目のシーズンに臨むこととなった。
2009年
開幕戦のオーストラリアGPでは荒れたレース展開の中でポジションを上げ、チームメイトのルーキーセバスチャン・ブエミに次いで9位でフィニッシュし、その後ルイス・ハミルトンに失格処分が下されたため、繰り上がりで8位に入賞しポイントを獲得した。第6戦モナコGPでも8位入賞したが、成績はパッとせず予選では最下位になることもしばしばあった。追い打ちをかけるように第9戦ドイツGPの週末にパドックでは彼の解雇の噂が広まった。このレースでは油圧系のトラブルでリタイアに終わり、マシンを降りた後チーム関係者と抱き合うシーンを「お別れの挨拶」とも解釈した者もいたとされる。本人はドイツGP以降も参戦すると発言していたが、7月16日にトロ・ロッソからドイツGPを最後に離脱の発表がなされレースシートを失った。この解雇に対しボーデはトロ・ロッソに対して契約覆行義務に違反しているとして、法的措置を検討していると報じられていたが、後にチーム側と和解したことが発表された。
その他
その後、F1に関して触れることはなかったが、2021年にレッドブル・ホンダが最終戦でワールドチャンピオンを獲得した翌週、ソーシャルメディアにこのレースに関する自身のコメントを投稿。レッドブルの戦略を「でたらめだ。（セルジオ・ペレスによるハミルトンに対してのディフェンスを）なぜ皆が称賛し拍手するのか全く理解できない」と疑問を呈し、「あのチーム（レッドブル）にスポーツマンシップはゼロだ。あのチーム全体がいつもそうだ」と付け加えた。これについてはトロロッソを放出されたことも関係しているのではと聞かれた際、「過去のトロ・ロッソでのいざこざは全く関係がない」とした上で、「僕はレッドブルの人間だったことは過去に一度も無いよ」「彼ら（レッドブル）はペレスのレースを完全に犠牲にして、彼をあのポジションに置いたんだ。 （ハミルトンを）妨害するために、意図的に1周あたり数秒を失っていたよ」とペレスのレースが犠牲になってしまった事実を考慮しない状況に苦言を呈した。ただし、ペレスの行為については同一周回での順位争いという扱いになるため、規定上は問題ないものの、争う過程でコースの低速区間で意図的にペースを変えてブロックしたことの是非やこれによってペレスのレース戦略に影響が起きたことも事実である。ペレス自身も最終戦に関して、他人のチャンピオン争いに関わりたくないものの、チームを優先するのは当然と納得はしつつも複雑な心境を示唆するコメントをしている。

## スーパーリーグ・フォーミュラ
2009年のシーズン途中でF1のシートを失ったボーデであったが、その後、スーパーリーグ・フォーミュラにスペインのセビージャFCからアルゼンチン人ドライバーのエステバン・グエリエリに代わり参戦することが発表された。
デビュー戦となった第4戦のポルトガル、エストリルのレースでは、第1レースは11位であったが、第2レースでは2位でフィニッシュした。さらに、第1、第2両レースでの獲得ポイントの上位者によって争われるスーパー・ファイナルでは、4位グリッドから追い上げ優勝し、デビュー戦で表彰台の中央に立った。
続く第5戦のイタリア、モンツァのレースでは予選で2位につけると、第1レースでは前のドライバーをかわし優勝した。更に、リバースグリッドで最後尾スタートとなった第2レースでも3位でフィニッシュした。
最終戦の第6戦のスペイン、ハラマでは初のポールポジションを獲得。第1レース2位、第2レース6位、スーパー・ファイナル2位の成績を残した。
ボーデはシーズン途中からの参戦であったが、セビージャFCのランキングを最下位（19位）から9位まで押し上げた。
2010年はフランスのオリンピック・リヨンから参戦。開幕戦のイギリス、シルバーストーンの第2レースで優勝し、スーパー・ファイナルでも4位に入ったものの、その後のレースではリタイアも多く苦戦が続いていた。ボーデは第5戦のドイツ、ニュルブルクリンクまで参戦していたが、第6戦のベルギー、ゾルダーにはチーム自体が出場せず、第7戦のイギリス、ブランズハッチからはボーデに代わり同じフランス人のフランク・ペレラがオリンピック・リヨンから参戦している。

## インディカー・シリーズ
2011年、ボーデは引き続きル・マン24時間レースを中心に耐久レースに参戦するが、そのスケジュールの合間を縫ってインディカー・シリーズに参戦、アメリカのレースシリーズに復帰することになった。デイル・コイン・レーシングから年間スケジュールのうちロードコース・市街地コースの全9戦に参戦した。
2012年シーズンはドラゴン・レーシングからインディカーシリーズにフル参戦を予定していた。しかしシーズン途中にエンジンをロータスからシボレーに変更、これによりチームは1台体制を取らざるを得ず、インディ500以降は以前と同様にロードコース・市街地コースのレースのみ出場した（オーバルはチームメイトのキャサリン・レッグが担当)が、2013年はエンジン体制が整い、セバスチャン・サーベドラとの2台体制でドラゴン・レーシングからフル参戦した。

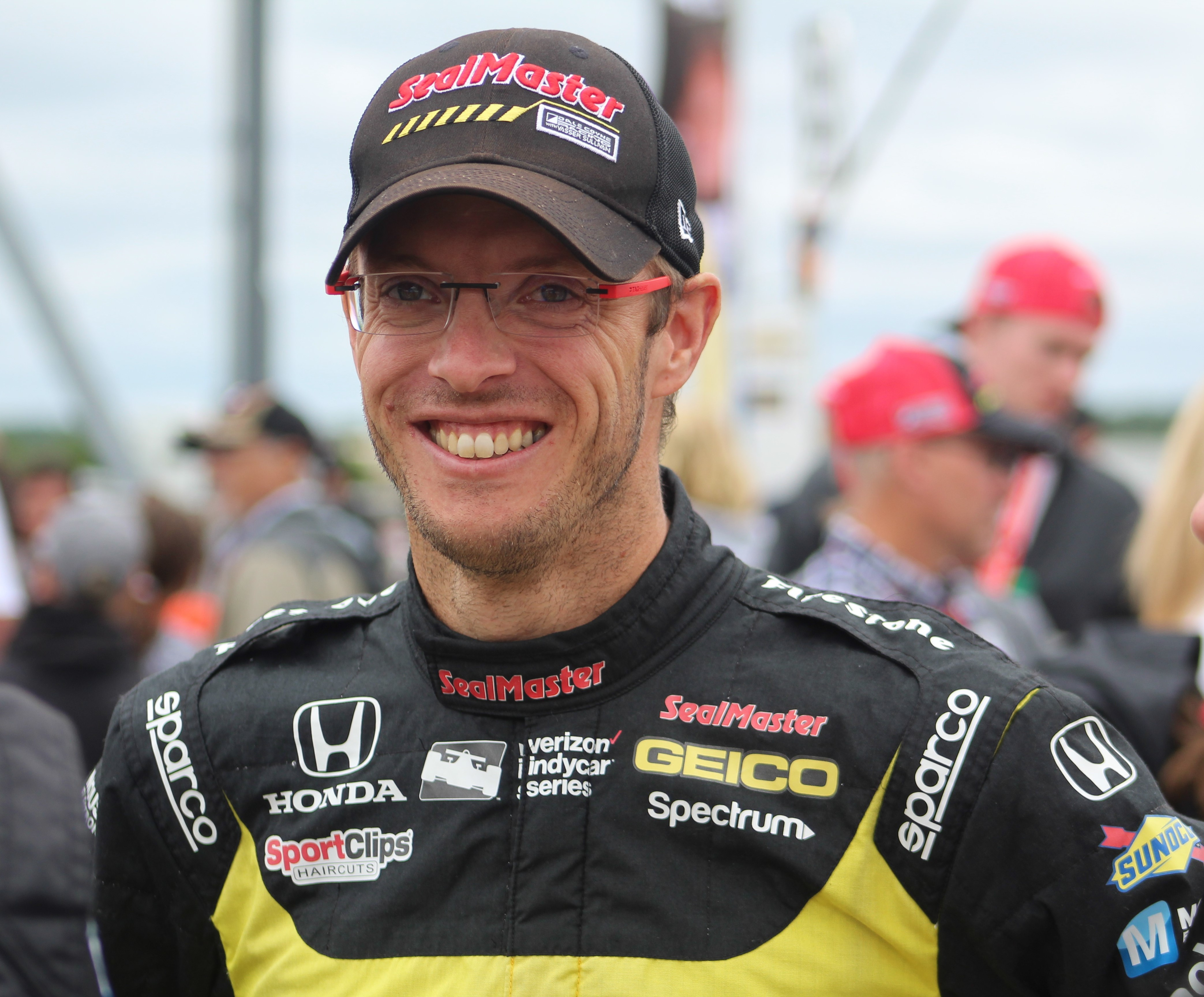
2018年ポコノ・レースウェイ戦にて。

### デイル・コイン・レーシング (2017-19)
2016年10月、ブルデーは担当エンジニアのオリヴィエ・ポワソンと共にデイル・コイン・レーシングに復帰することを発表した。開幕戦セントピーターズバーグでは予選中のクラッシュで最後尾からスタートしたものの、戦略を活かして首位に浮上。そのまま移籍初戦を優勝で飾った。翌戦ロングビーチでも2位を獲得し、一時ランキング首位となっていた。インディ500のプラクティスでもトップタイムを記録するなど好調を維持していたが、好タイムを刻んでいた予選3周目のターン2付近で挙動を乱してクラッシュ。骨盤など数か所を骨折する重傷を負い、以後のレースを欠場した。長期間の療養を余儀なくされたブルデーだったが、医師も驚く速度で回復を見せ、8月にはレース活動を再開する許可が出された。同月末のゲートウェイ戦でインディカーに復帰し、終盤3戦を走った。
2018年の開幕戦では予選14番手から着実に順位を上げ、レース終盤には3位を走行していたが、残り3周のリスタート時にトップを争うロバート・ウィケンスとアレクサンダー・ロッシが接触。ブルデーが漁夫の利を得る形で2年連続で開幕戦を制した。2017年5月の負傷以来初めての勝利でもあった。続くISMレースウェイのレースでは2006年以来、インディカー・シリーズでは初となるオーバルでのポールポジションを獲得した。
2019年にはプラクティス時の走行をめぐり、佐藤琢磨と乱闘騒ぎを起こしていた。

## レース戦績

### フォーミュラ

#### 国際F3000選手権
| 年     | チーム                     | シャシー       | エンジン   | 1       | 2       | 3      | 4       | 5       | 6     | 7     | 8       | 9       | 10      | 11    | 12      | 順位 | ポイント |
| ------ | -------------------------- | -------------- | ---------- | ------- | ------- | ------ | ------- | ------- | ----- | ----- | ------- | ------- | ------- | ----- | ------- | ---- | -------- |
| 2000年 | ゴロワーズ・フォーミュラ   | ローラ・B99/50 | ザイテック | IMO Ret | SIL 10  | CAT 8  | NÜR 4   | MON Ret | MAG 2 | A1R 9 | HOC DNS | HUN 14  | SPA Ret |       |         | 9位  | 9        |
| 2001年 | DAMS                       | ローラ・B99/50 | ザイテック | INT 3   | IMO Ret | CAT 11 | A1R Ret | MON 4   | NÜR 8 | MAG 6 | SIL 1   | HOC 4   | HUN 3   | SPA 6 | MNZ 9   | 4位  | 26       |
| 2002年 | スーパーノヴァ・レーシング | ローラ・B02/50 | ザイテック | INT 14  | IMO 1   | CAT 3  | A1R Ret | MON 1   | NÜR 1 | SIL 2 | MAG 2   | HOC Ret | HUN 3   | SPA 2 | MNZ Ret | 1位  | 56       |

- 太字はポールポジション、斜字はファステストラップ。(key)

#### F1世界選手権
| 年     | チーム       | シャシー | エンジン               | 1     | 2       | 3      | 4       | 5       | 6       | 7      | 8       | 9       | 10     | 11     | 12     | 13    | 14     | 15     | 16     | 17     | 18     | WDC  | ポイント |
| ------ | ------------ | -------- | ---------------------- | ----- | ------- | ------ | ------- | ------- | ------- | ------ | ------- | ------- | ------ | ------ | ------ | ----- | ------ | ------ | ------ | ------ | ------ | ---- | -------- |
| 2008年 | トロ・ロッソ | STR2B    | フェラーリ 056 2.4L V8 | AUS 7 | MAL Ret | BHR 15 | ESP Ret | TUR Ret |         |        |         |         |        |        |        |       |        |        |        |        |        | 17位 | 4        |
| 2008年 | トロ・ロッソ | STR3     | フェラーリ 056 2.4L V8 |       |         |        |         |         | MON Ret | CAN 13 | FRA 17  | GBR 11  | GER 12 | HUN 18 | EUR 10 | BEL 7 | ITA 18 | SIN 12 | JPN 10 | CHN 13 | BRA 14 | 17位 | 4        |
| 2009年 | トロ・ロッソ | STR4     | フェラーリ 056 2.4L V8 | AUS 8 | MAL 10  | CHN 11 | BHR 13  | ESP Ret | MON 8   | TUR 18 | GBR Ret | GER Ret | HUN    | EUR    | BEL    | ITA   | SIN    | JPN    | BRA    | ABU    |        | 19位 | 2        |

(key)

### アメリカン･オープンホイール

#### CART/チャンプカー・ワールド・シリーズ
| 年     | チーム                                   | シャシー      | エンジン   | 1      | 2      | 3      | 4     | 5      | 6      | 7      | 8      | 9     | 10     | 11    | 12    | 13     | 14     | 15    | 16     | 17    | 18     | 順位 | ポイント |
| ------ | ---------------------------------------- | ------------- | ---------- | ------ | ------ | ------ | ----- | ------ | ------ | ------ | ------ | ----- | ------ | ----- | ----- | ------ | ------ | ----- | ------ | ----- | ------ | ---- | -------- |
| 2003年 | ニューマン・ハース・レーシング           | ローラ B02/00 | コスワース | STP 11 | MTY 17 | LBH 16 | BRH 1 | LAU 1  | MIL 9  | LAG 17 | POR 14 | CLE 1 | TOR 4  | VAN 3 | ROA 2 | MDO 5  | MTL 19 | DEN 2 | MIA 17 | MXC 2 | SRF 17 | 4位  | 159      |
| 2004年 | ニューマン・ハース・レーシング           | ローラ B02/00 | コスワース | LBH 3  | MTY 1  | MIL 18 | POR 1 | CLE 1  | TOR 1  | VAN 5  | ROA 3  | DEN 1 | MTL 15 | LAG 8 | LVS 1 | SRF 2  | MXC 1  |       |        |       |        | 1位  | 369      |
| 2005年 | ニューマン・ハース・レーシング           | ローラ B02/00 | コスワース | LBH 1  | MTY 5  | MIL 6  | POR 2 | CLE 5  | TOR 5  | EDM 1  | SJO 1  | DEN 1 | MTL 4  | LVS 1 | SRF 1 | MXC 17 |        |       |        |       |        | 1位  | 348      |
| 2006年 | ニューマン・ハース・レーシング           | ローラ B02/00 | コスワース | LBH 1  | HOU 1  | MTY 1  | MIL 1 | POR 3  | CLE 18 | TOR 3  | EDM 2  | SJO 1 | DEN 7  | MTL 1 | ROA 3 | SRF 8  | MXC 1  |       |        |       |        | 1位  | 387      |
| 2007年 | ニューマン・ハース・ラニガン・レーシング | パノス・DP01  | コスワース | LVS 13 | LBH 1  | HOU 1  | POR 1 | CLE 12 | MTT 2  | TOR 9  | EDM 1  | SJO 5 | ROA 1  | ZOL 1 | ASN 7 | SRF 1  | MXC 1  |       |        |       |        | 1位  | 364      |

- 太字はポールポジション、斜字はファステストラップ。(key)

#### インディカー・シリーズ
| 年     | チーム                                             | シャシー       | エンジン | 1       | 2      | 3      | 4      | 5       | 6        | 7       | 8       | 9      | 10     | 11     | 12      | 13      | 14     | 15     | 16     | 17     | 18     | 19     | 順位 | ポイント |
| ------ | -------------------------------------------------- | -------------- | -------- | ------- | ------ | ------ | ------ | ------- | -------- | ------- | ------- | ------ | ------ | ------ | ------- | ------- | ------ | ------ | ------ | ------ | ------ | ------ | ---- | -------- |
| 2005年 | ニューマン・ハース・レーシング                     | パノス         | ホンダ   | HMS     | PHX    | STP    | MOT    | INDY 12 | TXS      | RIR     | KAN     | NSH    | MIL    | MCH    | KTY     | PPIR    | SNM    | CHI    | WGL    | FON    |        |        | 28位 | 18       |
| 2011年 | デイル・コイン・レーシング                         | ダラーラ       | ホンダ   | STP DNS | ALA 11 | LBH 27 | SAO 26 | INDY    | TXS      | TXS     | MIL     | IOW    | TOR 6  | EDM 6  | MDO 9   | NHM     | SNM 6  | BAL 28 | MOT 6  | KTY    | LVS    |        | 23位 | 188      |
| 2012年 | ロータス・ドラゴン・レーシング                     | ダラーラ・DW12 | ロータス | STP 21  | ALA 9  | LBH 17 | SAO 18 |         |          |         |         |        |        |        |         |         |        |        |        |        |        |        | 25位 | 173      |
| 2012年 | ドラゴン・レーシング                               | ダラーラ・DW12 | シボレー |         |        |        |        | INDY 20 | DET 24   | TXS     | MIL     | IOW    | TOR 14 | EDM 15 | MDO 4   | SNM 22  | BAL 23 | FON    |        |        |        |        | 25位 | 173      |
| 2013年 | ドラゴン・レーシング                               | ダラーラ・DW12 | シボレー | STP 11  | ALA 16 | LBH 15 | SAO 14 | INDY 29 | DET1 24  | DET2 11 | TXS 20  | MIL 22 | IOW 14 | POC 16 | TOR1 2  | TOR2 3  | MDO 12 | SNM 10 | BAL 3  | HOU1 8 | HOU2 5 | FON 12 | 12位 | 370      |
| 2014年 | KVレーシング・テクノロジー                         | ダラーラ・DW12 | シボレー | STP 13  | LBH 14 | ALA 15 | IMS 4  | INDY 7  | DET1 13  | DET2 20 | TXS 20  | HOU1 4 | HOU2 5 | POC 16 | IOW 19  | TOR1 1  | TOR2 9 | MDO 2  | MIL 12 | SNM 11 | FON 18 |        | 10位 | 461      |
| 2015年 | KVレーシング・テクノロジー                         | ダラーラ・DW12 | シボレー | STP 6   | NLA 21 | LBH 6  | ALA 8  | IMS 4   | INDY 11  | DET1 14 | DET2 1  | TXS 14 | TOR 5  | FON 14 | MIL 1   | IOW 9   | MDO 17 | POC 23 | SNM 20 |        |        |        | 10位 | 406      |
| 2016年 | KVレーシング・テクノロジー                         | ダラーラ・DW12 | シボレー | STP 21  | PHX 8  | LBH 9  | ALA 16 | IMS 24  | INDY 9   | DET1 1  | DET2 8  | RDA 18 | IOW 8  | TOR 7  | MDO 20  | POC 5   | TXS 10 | WGL 5  | SNM 10 |        |        |        | 14位 | 404      |
| 2017年 | デイル・コイン・レーシング                         | ダラーラ・DW12 | ホンダ   | STP 1   | LBH 2  | ALA 8  | PHX 19 | IMS 22  | INDY Wth | DET1    | DET2    | TXS    | ROA    | IOW    | TOR     | MDO     | POC    | GMP 10 | WGL 17 | SNM 9  |        |        | 21位 | 214      |
| 2018年 | デイル・コイン・レーシング with バッサー・サリバン | ダラーラ・DW12 | ホンダ   | STP 1   | PHX 13 | LBH 13 | ALA 5  | IMS 4   | INDY 28  | DET1 13 | DET2 21 | TXS 8  | ROA 13 | IOW 11 | TOR 19  | MDO 6   | POC 4  | GTW 21 | POR 3  | SNM 6  |        |        | 7位  | 425      |
| 2019年 | デイル・コイン・レーシング with バッサー・サリバン | ダラーラ・DW12 | ホンダ   | STP 24  | COA 5  | ALA 3  | LBH 11 | IMS 11  | INDY 30  | DET 11  | DET 9   | TXS 8  | ELK 12 | TOR 8  | IOW 9   | MDO 11  | POC 7  | GTW 19 | POR 9  | LAG 7  |        |        | 11位 | 387      |
| 2020年 | A.J.フォイト・エンタープライズ                     | ダラーラ・DW12 | シボレー | TXS     | IMS    | ROA1   | ROA2   | IOW1    | IOW2     | INDY    | GTW1    | GTW2   | MDO1   | MDO2   | IMS1 21 | IMS2 18 | STP 4  |        |        |        |        |        | 28位 | 53       |
| 2021年 | A.J.フォイト・エンタープライズ                     | ダラーラ・DW12 | シボレー | ALA 5   | STP 10 | TXS 24 | TXS 19 | IMS 19  | INDY 26  | DET 11  | DET 16  | ROA 16 | MDO 11 | NSH 27 | IMS 15  | GTW 5   | POR 18 | LAG 14 | LBH 8  |        |        |        | 16位 | 258      |

- 太字はポールポジション、斜字はファステストラップ。(key)

#### インディ500
| 年     | シャシー | エンジン | スタート | フィニッシュ | チーム                                             |
| ------ | -------- | -------- | -------- | ------------ | -------------------------------------------------- |
| 2005年 | パノス   | ホンダ   | 15       | 12           | ニューマン・ハース・レーシング                     |
| 2012年 | ダラーラ | シボレー | 25       | 20           | ドラゴン・レーシング                               |
| 2013年 | ダラーラ | シボレー | 15       | 29           | ドラゴン・レーシング                               |
| 2014年 | ダラーラ | シボレー | 17       | 7            | KVレーシング・テクノロジー                         |
| 2015年 | ダラーラ | シボレー | 7        | 11           | KVレーシング・テクノロジー                         |
| 2016年 | ダラーラ | シボレー | 19       | 9            | KVレーシング・テクノロジー                         |
| 2017年 | ダラーラ | ホンダ   | Wth      | Wth          | デイル・コイン・レーシング                         |
| 2018年 | ダラーラ | ホンダ   | 5        | 28           | デイル・コイン・レーシング with バッサー・サリバン |
| 2019年 | ダラーラ | ホンダ   | 5        | 28           | デイル・コイン・レーシング with バッサー・サリバン |

### スポーツカー

#### ル・マン･シリーズ
| 年     | チーム                    | 使用車両              | クラス | 1   | 2     | 3     | 4     | 5   | 順位 | ポイント |
| ------ | ------------------------- | --------------------- | ------ | --- | ----- | ----- | ----- | --- | ---- | -------- |
| 2010年 | プジョー・スポール トタル | プジョー・908 HDi FAP | LMP1   | CAS | SPA 1 | ALG   | HUN   | SIL | 21位 | 18       |
| 2011年 | プジョー・スポール トタル | プジョー・908         | LMP1   | CAS | SPA 8 | IMO 1 | SIL 1 | EST | NC   | 0        |

- 太字はポールポジション、斜字はファステストラップ。(key)

#### インターコンチネンタル・ル・マン・カップ
| 年     | チーム                    | 使用車両              | クラス | 1   | 2     | 3     | 4     | 5     | 6       | 7     |
| ------ | ------------------------- | --------------------- | ------ | --- | ----- | ----- | ----- | ----- | ------- | ----- |
| 2010年 | プジョー・スポール トタル | プジョー・908 HDi FAP | LMP1   | SIL | PET   | ZHU 4 |       |       |         |       |
| 2011年 | プジョー・スポール トタル | プジョー・908         | LMP1   | SEB | SPA 8 | LMN 2 | IMO 1 | SIL 1 | PET Ret | ZHU 1 |

- 太字はポールポジション、斜字はファステストラップ。(key)

#### FIA 世界耐久選手権
| 年     | チーム             | 使用車両    | クラス | 1   | 2      | 3      | 4     | 5     | 6     | 7   | 8   | 順位 | ポイント |
| ------ | ------------------ | ----------- | ------ | --- | ------ | ------ | ----- | ----- | ----- | --- | --- | ---- | -------- |
| 2012年 | ペスカロロ・チーム | 童夢 S102.5 | LMP1   | SEB | SPA 15 | LMN NC | SIL   | SAO   | BHR   | FSW | SHA | 86位 | 0.5      |
| 2022年 | ベクター・スポーツ | オレカ・07  | LMP2   | SEB | SPA 10 | LMN 13 | MNZ 3 | FSW 9 | BHR 9 |     |     | 14位 | 21       |

(key)
- * : 今シーズンの順位。（現時点）

#### ユナイテッド・スポーツカー選手権
| 年     | チーム                                    | 使用車両                  | クラス | 1      | 2     | 3     | 4     | 5     | 6     | 7     | 8     | 9     | 10    | 11    | 順位 | ポイント |
| ------ | ----------------------------------------- | ------------------------- | ------ | ------ | ----- | ----- | ----- | ----- | ----- | ----- | ----- | ----- | ----- | ----- | ---- | -------- |
| 2014年 | アクション・エクスプレス・レーシング      | コヨーテ・コルベットDP    | P      | DAY 1  | SEB 3 | LBH   | LGA   | DET   | WGL   | MOS   | IMS   | ELK   | CTA   | PET 2 | 24位 | 100      |
| 2015年 | アクション・エクスプレス・レーシング      | コヨーテ・コルベットDP    | P      | DAY 2  | SEB 1 | LBH   | LGA   | DET   | WGL   | MOS   | ELK   | CTA   | PET 1 |       | 11位 | 105      |
| 2016年 | フォード・チップ・ガナッシ・レーシング    | フォード・GT              | GTLM   | DAY 7  | SEB 8 | LBH   | LGA   | WGL   | MOS   | LIM   | ELK   | VIR   | CTA   | PET 2 | 15位 | 82       |
| 2017年 | フォード・チップ・ガナッシ・レーシング    | フォード・GT              | GTLM   | DAY 1  | SEB 2 | LBH   | CTA   | WGL   | MOS   | LIM   | ELK   | VIR   | LGA   | PET 7 | 12位 | 91       |
| 2018年 | フォード・チップ・ガナッシ・レーシング    | フォード・GT              | GTLM   | DAY 2  | SEB 9 | LBH   | MDO   | WGL   | MOS   | LIM   | ELK   | VIR   | LGA   | PET 7 | 13位 | 78       |
| 2019年 | フォード・チップ・ガナッシ・レーシング    | フォード・GT              | GTLM   | DAY 7  | SEB 2 | LBH 4 | MDO 7 | WGL   | MOS   | LIM   | ELK   | VIR   | LGA   | PET 8 | 12位 | 131      |
| 2020年 | JDC・マスタング・サンプリング・レーシング | キャデラック・DPi-V.R     | DPi    | DAY 3  | DAY 3 | SEB 3 | ELK 4 | PET 4 | MDO 6 | PET 4 | LGA 7 | SEB 5 |       |       | 5位  | 249      |
| 2021年 | JDC・マスタング・サンプリング・レーシング | キャデラック・DPi-V.R     | DPi    | DAY 7  | SEB 1 | MDO   | DET   | WGL 7 | MOS   | ELK   | LGA   | LBH   | PET 7 |       | 13位 | 1180     |
| 2022年 | キャデラック・レーシング                  | キャデラック・DPi-V.R     | DPi    | DAY 7  | SEB 7 | LBH 1 | LGA 6 | MDO 5 | DET 1 | WGL 3 | MOS 1 | ELK 3 | PET 4 |       | 3位  | 3220     |
| 2023年 | キャデラック・レーシング                  | キャデラック・Vシリーズ.R | GTP    | DAY 3  | SEB 7 | LBH 8 | LGA 1 | WGL 5 | MOS 9 | ELK 4 | IMS 7 | PET 2 |       |       | 7位  | 2673     |
| 2024年 | キャデラック・レーシング                  | キャデラック・Vシリーズ.R | GTP    | DAY 10 | SEB 2 | LBH 1 | LGA 5 | DET 3 | WGL 2 | ELK 9 | IMS 6 | PET 1 |       |       | 3位  | 2864     |

- 太字はポールポジション、斜字はファステストラップ。(key)
- * : 今シーズンの順位。（現時点）

#### ル・マン24時間レース
| ル・マン24時間レース 結果 | ル・マン24時間レース 結果             | ル・マン24時間レース 結果                           | ル・マン24時間レース 結果 | ル・マン24時間レース 結果 | ル・マン24時間レース 結果 | ル・マン24時間レース 結果 | ル・マン24時間レース 結果 |
| 年                        | チーム                                | コ・ドライバー                                      | 使用車両                  | クラス                    | 周回                      | 順位                      | クラス 順位               |
| ------------------------- | ------------------------------------- | --------------------------------------------------- | ------------------------- | ------------------------- | ------------------------- | ------------------------- | ------------------------- |
| 1999年                    | ラルブル・コンペティション            | ジャン＝ピエール・ジャリエ ピエール・ド・トワジー   | ポルシェ・911 GT2         | GTS                       | 134                       | DNF                       | DNF                       |
| 2000年                    | ペスカロロ・スポール                  | オリビエ・グルイヤール エマニュエル・クレリコ       | クラージュ・C52-プジョー  | LMP900                    | 344                       | 4位                       | 4位                       |
| 2001年                    | ペスカロロ・スポール                  | ジャン＝クリストフ・ブイヨン ローレン・レドン       | クラージュ・C60-プジョー  | LMP900                    | 271                       | 13位                      | 4位                       |
| 2002年                    | ペスカロロ・スポール                  | ジャン＝クリストフ・ブイヨン フランク・ラゴルス     | クラージュ・C60-プジョー  | LMP900                    | 343                       | 10位                      | 9位                       |
| 2004年                    | ペスカロロ・スポール                  | エマニュエル・コラール ニコラ・ミナシアン           | クラージュ・C60-ジャッド  | LMP1                      | 282                       | DNF                       | DNF                       |
| 2007年                    | プジョー・スポール トタル             | ステファン・サラザン ペドロ・ラミー                 | プジョー・908 HDi FAP     | LMP1                      | 359                       | 2位                       | 2位                       |
| 2009年                    | プジョー・スポール トタル             | ステファン・サラザン フランク・モンタニー           | プジョー・908 HDi FAP     | LMP1                      | 381                       | 2位                       | 2位                       |
| 2010年                    | プジョー・スポール トタル             | サイモン・パジェノ ペドロ・ラミー                   | プジョー・908 HDi FAP     | LMP1                      | 38                        | DNF                       | DNF                       |
| 2011年                    | プジョー・スポール トタル             | サイモン・パジェノ ペドロ・ラミー                   | プジョー・908             | LMP1                      | 355                       | 2位                       | 2位                       |
| 2012年                    | ペスカロロ・チーム                    | ニコラ・ミナシアン 荒聖治                           | 童夢・S102.5-ジャッド     | LMP1                      | 203                       | NC                        | NC                        |
| 2016年                    | フォード・チップ・ガナッシ・チームUSA | ジョーイ・ハンド ディルク・ミューラー               | フォード・GT              | GTE Pro                   | 340                       | 18位                      | 1位                       |
| 2018年                    | フォード・チップ・ガナッシ・チームUSA | ジョーイ・ハンド ディルク・ミューラー               | フォード・GT              | GTE Pro                   | 343                       | 17位                      | 3位                       |
| 2019年                    | フォード・チップ・ガナッシ・チームUSA | ジョーイ・ハンド ディルク・ミューラー               | フォード・GT              | GTE Pro                   | 342                       | DSQ                       | DSQ                       |
| 2020年                    | リシ・コンペティツィオーネ            | オリヴィエ・プラ ジュール・グーノン                 | フェラーリ・488 GTE Evo   | GTE Pro                   | 339                       | 23位                      | 4位                       |
| 2022年                    | ベクター・スポーツ                    | ライアン・カレン ニコ・ミュラー                     | オレカ・07-ギブソン       | LMP2                      | 357                       | 27位                      | 22位                      |
| 2023年                    | キャデラック・レーシング              | レンガー・ヴァン・デル・ザンデ スコット・ディクソン | キャデラック・Vシリーズ.R | ハイパーカー              | 340                       | 4位                       | 4位                       |
| 2024年                    | キャデラック・レーシング              | レンガー・ヴァン・デル・ザンデ スコット・ディクソン | キャデラック・Vシリーズ.R | ハイパーカー              | 223                       | DNF                       | DNF                       |

#### デイトナ24時間レース
| デイトナ24時間レース 結果 | デイトナ24時間レース 結果                           | デイトナ24時間レース 結果                                                         | デイトナ24時間レース 結果     | デイトナ24時間レース 結果 | デイトナ24時間レース 結果 | デイトナ24時間レース 結果 | デイトナ24時間レース 結果 |
| 年                        | チーム                                              | コ・ドライバー                                                                    | 使用車両                      | クラス                    | 周回                      | 順位                      | クラス 順位               |
| ------------------------- | --------------------------------------------------- | --------------------------------------------------------------------------------- | ----------------------------- | ------------------------- | ------------------------- | ------------------------- | ------------------------- |
| 2005年                    | ニューマン・レーシング シルバーストーン・レーシング | ポール・ニューマン マイケル・ブロックマン クリスチアーノ・ダ・マッタ              | クロウフォード・DP03-フォード | DP                        | 290                       | DNF                       | DNF                       |
| 2006年                    | ドラン・レーシング                                  | B. J. ザカリアス ラウル・ボーセル                                                 | ドラン・JE4-フォード          | DP                        | 156                       | DNF                       | DNF                       |
| 2010年                    | クラウンロイヤル・NPNレーシング                     | クリストフ・ブシュー エマニュエル・コラール サッシャ・マーセン スコット・タッカー | ライリー・Mk. XI-BMW          | DP                        | 619                       | DNF                       | DNF                       |
| 2013年                    | スターワークス・モータースポーツ                    | ライアン・ダルジール アラン・マクニッシュ アレックス・ポポフ                      | ライリー・Mk. XXVI-フォード   | DP                        | 696                       | 6位                       | 6位                       |
| 2014年                    | アクション・エクスプレス・レーシング                | クリスチャン・フィッティパルディ ジョアン・バルボーザ                             | コヨーテ・コルベットDP        | P                         | 695                       | 1位                       | 1位                       |
| 2015年                    | アクション・エクスプレス・レーシング                | クリスチャン・フィッティパルディ ジョアン・バルボーザ                             | コヨーテ・コルベットDP        | P                         | 740                       | 2位                       | 2位                       |
| 2016年                    | フォード・チップ・ガナッシ・レーシング              | ジョーイ・ハンド ディルク・ミューラー                                             | フォード・GT                  | GTLM                      | 690                       | 31位                      | 7位                       |
| 2017年                    | フォード・チップ・ガナッシ・レーシング              | ジョーイ・ハンド ディルク・ミューラー                                             | フォード・GT                  | GTLM                      | 652                       | 6位                       | 1位                       |
| 2018年                    | フォード・チップ・ガナッシ・レーシング              | ジョーイ・ハンド ディルク・ミューラー                                             | フォード・GT                  | GTLM                      | 783                       | 12位                      | 2位                       |
| 2019年                    | フォード・チップ・ガナッシ・レーシング              | ジョーイ・ハンド ディルク・ミューラー                                             | フォード・GT                  | GTLM                      | 559                       | 28位                      | 7位                       |
| 2020年                    | JDC・マスタング・サンプリング・レーシング           | ジョアン・バルボーザ ロイック・デュバル                                           | キャデラック・DPi-V.R         | DPi                       | 833                       | 3位                       | 3位                       |
| 2021年                    | JDC・マスタング・サンプリング・レーシング           | ロイック・デュバル トリスタン・ヴォーティエ                                       | キャデラック・DPi-V.R         | DPi                       | 723                       | DNF                       | DNF                       |
| 2022年                    | キャデラック・レーシング                            | レンガー・ヴァン・デル・ザンデ スコット・ディクソン アレックス・パロウ            | キャデラック・DPi-V.R         | DPi                       | 722                       | 14位                      | 7位                       |
| 2023年                    | キャデラック・レーシング                            | レンガー・ヴァン・デル・ザンデ スコット・ディクソン                               | キャデラック・Vシリーズ.R     | GTP                       | 783                       | 3位                       | 3位                       |
| 2024年                    | キャデラック・レーシング                            | レンガー・ヴァン・デル・ザンデ スコット・ディクソン アレックス・パロウ            | キャデラック・Vシリーズ.R     | GTP                       | 423                       | DNF                       | DNF                       |

#### セブリング12時間レース
| セブリング12時間レース 結果 | セブリング12時間レース 結果               | セブリング12時間レース 結果                             | セブリング12時間レース 結果 | セブリング12時間レース 結果 | セブリング12時間レース 結果 | セブリング12時間レース 結果 | セブリング12時間レース 結果 |
| 年                          | チーム                                    | コ・ドライバー                                          | 使用車両                    | クラス                      | 周回                        | 順位                        | クラス 順位                 |
| --------------------------- | ----------------------------------------- | ------------------------------------------------------- | --------------------------- | --------------------------- | --------------------------- | --------------------------- | --------------------------- |
| 2001年                      | ペスカロロ・スポール                      | ジャン＝クリストフ・ブイヨン ローレン・レドン           | クラージュ・C60-プジョー    | LMP900                      | 167                         | DNF                         | DNF                         |
| 2005年                      | ラルブル・コンペティション                | クリストフ・ブシュー ファブリツィオ・ゴリン             | フェラーリ・550-GTSマラネロ | GT1                         | 155                         | DNF                         | DNF                         |
| 2006年                      | マルチマティック・モータースポーツ        | デビッド・ブラバム スコット・マクスウェル               | パノス・エスペランテ GT-LM  | GT2                         | 320                         | 9位                         | 1位                         |
| 2009年                      | プジョー・スポール トタル                 | ステファン・サラザン フランク・モンタニー               | プジョー・908 HDi FAP       | LMP1                        | 383                         | 2位                         | 2位                         |
| 2010年                      | プジョー・スポール トタル                 | ニコラ・ミナシアン ペドロ・ラミー                       | プジョー・908 HDi FAP       | LMP1                        | 367                         | 2位                         | 2位                         |
| 2014年                      | アクション・エクスプレス・レーシング      | クリスチャン・フィッティパルディ ジョアン・バルボーザ   | コヨーテ・コルベットDP      | P                           | 291                         | 3位                         | 3位                         |
| 2015年                      | アクション・エクスプレス・レーシング      | クリスチャン・フィッティパルディ ジョアン・バルボーザ   | コヨーテ・コルベットDP      | P                           | 346                         | 1位                         | 1位                         |
| 2016年                      | フォード・チップ・ガナッシ・レーシング    | ジョーイ・ハンド ディルク・ミューラー                   | フォード・GT                | GTLM                        | 229                         | 26位                        | 8位                         |
| 2017年                      | フォード・チップ・ガナッシ・レーシング    | ジョーイ・ハンド ディルク・ミューラー                   | フォード・GT                | GTLM                        | 334                         | 8位                         | 2位                         |
| 2018年                      | フォード・チップ・ガナッシ・レーシング    | ジョーイ・ハンド ディルク・ミューラー                   | フォード・GT                | GTLM                        | 277                         | DNF                         | DNF                         |
| 2019年                      | フォード・チップ・ガナッシ・レーシング    | ジョーイ・ハンド ディルク・ミューラー                   | フォード・GT                | GTLM                        | 330                         | 11位                        | 2位                         |
| 2020年                      | JDC・マスタング・サンプリング・レーシング | ジョアン・バルボーザ ロイック・デュバル                 | キャデラック・DPi-V.R       | DPi                         | 346                         | 5位                         | 5位                         |
| 2021年                      | JDC・マスタング・サンプリング・レーシング | ロイック・デュバル トリスタン・ヴォーティエ             | キャデラック・DPi-V.R       | DPi                         | 349                         | 1位                         | 1位                         |
| 2022年                      | キャデラック・レーシング                  | レンガー・ヴァン・デル・ザンデ ライアン・ハンター＝レイ | キャデラック・DPi-V.R       | DPi                         | 307                         | 35位                        | 7位                         |
| 2023年                      | キャデラック・レーシング                  | レンガー・ヴァン・デル・ザンデ スコット・ディクソン     | キャデラック・Vシリーズ.R   | GTP                         | 231                         | DNF                         | DNF                         |